# Томич, Сима
Сима Томич (серб. Сима Н. Томић, 1866, Крагуевац — 5 января 1903, Ментони) — сербский историк, филолог, славист.

## Биография
В 1885 году окончил гимназию в Крагуеваце. В этом же году начал учебу на кафедре истории и филологии Высшей школы в Белграде. В 1889 году завершил учебу и устроился на работу в качестве преподавателя в Крагуеваце. Продолжил обучение в Санкт-Петербурге, Москве, Праге, Лейпциге и Вене. Был учителем в Первой белградской гимназии, доцентом в Высшей школе, где преподавал славянскую филологию. Занимался историей славистики, писал работы о языке, изучал грамматику, македонский язык.
Главные труды Томича посвящены Вуку Караджичу и Павлу Шафарику. Опубликовал важные работы в периодических изданиях своего времени. Был редактором журнала Наставник. В своей работе о Национальной библиотеке в Белграде, опубликованной анонимно, указал на важность национального учреждения культуры.
Публиковал статьи в: Летопис Матице српске, Босанска вила (под псевдонимом Атом), Наставник, Професорски гласник, Дело, Босанско-херцеговачки источник, Одјек и других.
После его смерти осталась рукопись подготовленной для печати «Маћедонска грамматика», которая должна была быть напечатана в Санкт-Петербурге.
Его брат — историк Йован Томич.

## Основные работы
- Вук Стеф. Караџић
- Формални развитак номиналних наставака за основе
- Књижевни и научни рад Павла Јос. Шафарика
- Поглед на прошлост српског језика.